# Lijst van burgemeesters van Cadzand
Dit is een lijst van burgemeesters van de voormalige Nederlandse gemeente Cadzand tot die gemeente in 1970 opging in de gemeente Oostburg.
| Ambtsperiode | Naam burgemeester                   | Partij of stroming | Bijzonderheden |
| ------------ | ----------------------------------- | ------------------ | --- |
| 1795 - 1796  | Jannis Cappon                       |                    | suppléant du juge de paix (Aan alle plaatsen met minder dan 5000 inwoners werd het zelfstandig bestuur ontnomen. De enige zelfstandigheid die deze plaatsen behielden was de keuze van een eigen agent municipal en zijn adjoint)           |
| 1796 - 1804  | Jacob de Hullu                      |                    | suppléant du juge de paix (Deze kantonnale administratie werd weer opgeheven bij wet van 17 februari 1800); voordien agent adjoint municipal, werd in 1800 maire                                                                            |
| 1805 - 1811  | Adriaan Bartholomeus Weijgand       |                    | maire, voordien adjunct maire |
| 1811 - 1812  | Jacobus de Hullu                    |                    | maire |
| 1812 - 1837  | Adriaan de Bruijne                  |                    | achtereenvolgens maire, schout en burgemeester |
| 1837 - 1843  | Jannis Erasmus                      |                    | burgemeester; eervol ontslag een jaar voor het aflopen van de ambtstermijn; vader van Adriaan Erasmus |
| 1843 - 1856  | Mattheus Scheele                    |                    | tevens burgemeester van Retranchement (1853-1856) |
| 1856 - 1870  | Hubrecht Simon de Smidt             |                    | tevens burgemeester van Retranchement en Zuidzande (beide 1856-1870) |
| 1870 - 1882  | Adriaan Erasmus                     |                    | zoon en vader van Jannis Erasmus |
| 1882 - 1888  | jhr. mr. Anthonij Adriaan van Doorn |                    | tevens burgemeester van Zuidzande (1883-1888), later o.a. van Vlissingen |
| 1888 - 1912  | Jannis Erasmus Az.                  |                    | zoon van Adriaan Erasmus en vader van Izaak Erasmus |
| 1912 - 1936  | Izaak Erasmus                       |                    | volgde zijn vader op |
| 1936 - 1944  | Cees le Nobel                       |                    | Na de oorlog zijn 700 Nederlandse burgemeesters ontslagen, omdat hun gedrag volgens het Centraal Orgaan voor de Zuivering van Overheidspersoneel niet in overeenstemming was met de door de Nederlandse regering in 1937 gegeven richtlijn. |
| 1944 - 1946  | Izaak Mattheus de Bruijne           |                    | waarnemend burgemeester |
| 1946 - 1970  | Jacobus Abraham (Ko) Leenhouts      |                    | tevens burgemeester van Retranchement (1946-1970) en waarnemend burgemeester van Nieuwvliet (1967-1970) |